# Linneon

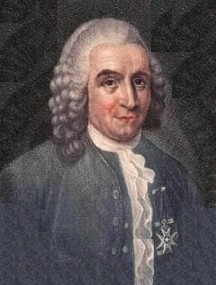
epónimo linneon.

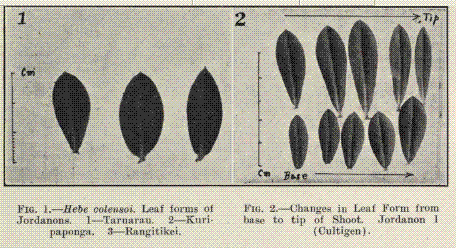
variación clinal en Hebe

Linneon, o forma linneana - una de las unidades de la sistemática biológica: 
la totalidad de las formas relacionadas de una forma biológica polimorfa, o sea, la forma en
el amplio sentido. Específicamente, en este sentido lo entendió el naturalista Carlos Linnaeus (Sw. Carlos von Linneo, 1707-1778), en su honor se acuñó el término.
El término linneon fue propuesto en 1916 por Hugo de Vries (Holanda, 1848-1935) y por Lotsy (Fr. Johannes Paulus Lotsy, 1867-1931).
Contradice lineon al término zhordanon.
Jordanon o microespecies razas de una forma autocontenidas morfológica, fisiológica y geográficamente, entre las cuales no existen delimitaciones obvias, sino numerosas formas de transición. 
Comprendiendo Vries y Lotsi, que consideraban la unidad sistemática a la forma hereditaria, la forma verdadera es precisamente "zhordanon" - “forma mínima”, “forma elemental”, “forma constante”. el término se acuña en honor al taxónomo Alexis Jordan (Fr. Claude T. A. Jordan, 1814-1897)
De acuerdo a las ideas de Lotsy, es posible decomponer el lineon en muchas razas.
El concepto lineon fue desarrollado por Nikolai I. Vavilov (1887-1943), implicando con este término el sistema auto-contenido, que es subordinado en su intercambialidad hereditaria intraespecifica a la ley de las series homólogas.